# ミニッツ・トゥ・ミッドナイト
『ミニッツ・トゥ・ミッドナイト』(Minutes to Midnight)は、リンキン・パーク (Linkin Park) の3枚目のアルバム。2007年5月15日にワーナー・ブラザース・レコードより全米リリースされた。

## 概要
- 日本盤はワーナーミュージック・ジャパンより2007年5月16日にリリースされた。日本盤にはボーナストラックとして、SUMMER SONIC 06での「Faint」のライブ音源も収録されている。また、輸入盤の初回限定盤にはDVDが付属する。
- 収録されている楽曲は、14ヶ月以上を費やして作成した100曲以上のデモから選び抜いたものだという。
- マイク・シノダによるラップ・ボーカルがあるのは「Hands Held High」「Bleed It Out」の2曲のみだが、「In Between」では自らがリードボーカルを務めている。また、ブラッド・デルソンによるギター・ソロパートもある（主に「In Pieces」と「The Little Things Give You Away」）。全体的には、チェスター・ベニントンによるロック、メロディックが中心となっており、これまでのアルバムよりもヒップホップ色の薄い作品となっている。歌詞は政治的メッセージが強い。
- プロデューサーはリック・ルービンとマイク・シノダ。
- ビルボード・アルバムチャート (Billboard 200) 初登場1位。発売週のオリコン・アルバムチャートでもバンド初の1位を獲得するなど、世界31ヶ国のアルバムチャートで1位のセールスを記録。ゴールド・ディスク等の認定も多く受けている。詳細は本項のチャート順位、累計売上げ枚数を参照のこと。
- 現在までに2,000万枚以上のセールスを記録している[1]。

## 収録曲
1. Wake (1:40)
2. Given Up (3:10)
アルバムからの4thシングル。2008年3月3日にリリース。イギリスでは、2月17日に先行デジタル配信された。
激しいギターサウンドと疾走感のある楽曲で、バンドが発表してきた楽曲の中でも最もヘヴィな部類に入る。中でも特筆すべき点は、後半からラストにかけて発せられる、約17秒間にも及び持続したチェスターのシャウトである。ライヴでもこの楽曲を披露することがあったが、先述のシャウトは2段階に分けられることが多く、喉を酷使するようでチェスター自身も歌うのに苦労した楽曲であるのがうかがえる。
3. Leave Out All The Rest (3:18)
アルバムからの5thシングル。2008年7月14日にリリース。
映画『トワイライト〜初恋〜』（2008年アメリカ）オリジナルサウンドトラックに収録。
ミュージックビデオも制作され、ジョー・ハーンによる監督。近未来の宇宙での日常をテーマとしている。
4. Bleed It Out (2:54)
アルバムからの2ndシングルとして、2007年8月20日にリリースされた。全米最高位52位。
ミュージックビデオは同年7月31日にMTV Germanyで放映。監督はジョー・ハーン。
5. Shadow Of The Day (4:50)
アルバムからの3rdシングル。2007年10月16日にリリース。ジョー・ハーン監督のミュージックビデオがMTV Video Music Awardsの最優秀ロック・ビデオを受賞。
6. What I've Done (3:29)
2007年4月2日からデジタル配信された。シングルCDは4月30日に全米リリース。ビルボード・シングルチャート (Billboard Hot 100) 最高7位。
ミュージックビデオは2007年4月2日にMTVとFuse TVで初放映。監督はバンドDJのジョー・ハーンで、演奏場面の撮影はカリフォルニア州の砂漠で行われた。歌詞は、地球温暖化や環境汚染、森林破壊、テロリズム、戦争、飢饉など、様々な社会・環境上の問題を採り上げている。
スティーヴン・スピルバーグ制作総指揮の映画「トランスフォーマー」の主題歌に使用された。また、第52回グラミー賞のベスト・ハード・ロック・パフォーマンス部門にノミネートされた。
7. Hands Held High (3:53)
8. No More Sorrow (3:38)
9. Valentine's Day (3:15)
10. In Between (3:14)
11. In Pieces (3:37)
12. The Little Things Give You Away (6:23)

### ボーナス・トラック
1. Faint (Live) (2:46) （日本盤）

## チャート順位、累計売上げ枚数
| チャート                                      | 調査                       | 最高位 | ゴールド等認定 | 累計売上枚数 |
| --------------------------------------------- | -------------------------- | ------ | -------------- | ------------ |
| アルゼンチン・アルバムチャート                | CAPIF                      | 1位    |                |              |
| オーストラリア・アルバムチャート              | ARIA                       | 1位    | 2xプラチナ     | 140,000      |
| オーストリア・アルバムチャート                | Media Control Europe       | 1位    | 2xプラチナ     | 40,000       |
| ベルギー / フランデレン地域・アルバムチャート | Ultratop                   | 2位    | ゴールド       | 15,000       |
| ベルギー / ワロン地域・ アルバムチャート      | Ultratop                   | 2位    | ゴールド       | 15,000       |
| カナダ・アルバムチャート                      | Nielsen SoundScan          | 1位    | プラチナ       | 195,000+     |
| チェコ・アルバムチャート                      | IFPI                       | 1位    | ゴールド       | 5,000        |
| デンマーク・アルバムチャート                  | IFPI/Nielsen Music Control | 2位    |                |              |
| エストニア・アルバムチャート                  | Pedrobeat                  | 1位    |                |              |
| ヨーロッパ・Top 100・アルバムチャート         | IFPI                       | 1位    |                |              |
| フィンランド・アルバムチャート                | GLF                        | 1位    | ゴールド       | 15,000       |
| フランス・アルバムチャート                    | SNEP/IFOP                  | 1位    | プラチナ       | 190,400      |
| ドイツ・アルバムチャート                      | IFPI                       | 1位    | 5xゴールド     | 500,000+     |
| ギリシャ・アルバムチャート                    | IFPI                       | 1位    | ゴールド       | 16,000+      |
| ハンガリー・Top 40・アルバムチャート          | Mahasz                     | 1位    | ゴールド       |              |
| アイルランド・アルバムチャート                | IRMA                       | 1位    | 2xプラチナ     | 30,000+      |
| イスラエル・アルバムチャート                  | MusicaNeto                 | 5位    |                |              |
| イタリア・アルバムチャート                    | FIMI                       | 1位    | 2xプラチナ     | 180,000      |
| 日本・アルバムチャート                        | オリコン                   | 1位    | プラチナ       | 377,620      |
| 韓国・インターナショナル・アルバムチャート    | Hanteo                     | 1位    | ゴールド       | 21,000       |
| メキシコ・Top 100・アルバムチャート           | AMPROFON                   | 2位    | ゴールド       | 50,000       |
| オランダ・アルバムチャート                    | NVPI/Mega Charts           | 2位    |                |              |
| ニュージーランド・アルバムチャート            | RIANZ                      | 1位    | 2xプラチナ     | 30,000       |
| ノルウェー・アルバムチャート                  | VG Nett                    | 1位    |                |              |
| ポーランド                                    | ZPAV                       | 2位    | ゴールド       | 35,000       |
| ポルトガル・アルバムチャート                  | AFP                        | 3位    | プラチナ       | 20,000       |
| スペイン・アルバムチャート                    | Promusicae/Media Control   | 2位    |                |              |
| スウェーデン・アルバムチャート                | Sverigetopplistan          | 1位    | ゴールド       | 20,000       |
| スイス・アルバムチャート                      | Media Control Europe       | 1位    | プラチナ       | 30,000       |
| 台湾・5-Music Western Chart                   | Five Music                 | 1位    | ゴールド       | 35,000       |
| 台湾・G-Music Western Chart                   | G-Msic                     | 1位    | ゴールド       | 35,000       |
| 台湾・アルバムチャート                        | G-Msic/Five Music          | 2位    | ゴールド       | 35,000       |
| イギリス・アルバムチャート                    | OCC                        | 1位    | 1xプラチナ     | 500,000+     |
| アメリカ・Billboard 200                       | ビルボード                 | 1位    | 2xプラチナ     | 2,836,000+   |
| アメリカ・Comprehensive Albums                | ビルボード                 | 1位    | 2xプラチナ     | 2,836,000+   |
| アメリカ・Top Digital Albums                  | ビルボード                 | 1位    | 2xプラチナ     | 2,836,000+   |
| アメリカ・Top Internet Albums                 | ビルボード                 | 1位    | 2xプラチナ     | 2,836,000+   |
| アメリカ・Top Rock Albums                     | ビルボード                 | 1位    | 2xプラチナ     | 2,836,000+   |
| 世界での累計売上枚数                          | 累計                       | 1位    | 4xプラチナ     | 20,000,000＋ |

## 来日記念盤
2007年11月23日から行われた、「JAPAN TOUR 2007」に先駆け、同年11月21日に来日記念盤として、『ミニッツ・トゥ・ミッドナイト-ツアー・エディション』(Minutes To Midnight-Tour Edition)が発売された。
『ミニッツ・トゥ・ミッドナイト』日本盤の、ボーナストラックを含む13曲に加え、以下の三曲が収録されている。
1. No Roads Left (3:51)
2. What I've Done (Distorted Remix) (3:49)
3. Given Up (Third Encore Session) (3:08)

また特典として、オフィシャルライブ音源をダウンロードするためのコードが封入されている(ただし現在は期限切れのためダウンロードは不可能)。